# Manuel Mariscal Zabala
Manuel Mariscal Zabala (Talavera de la Reina, Toledo, 23 de enero de 1992) es un político y periodista español. Diputado por Vox en el Congreso de los Diputados en representación de la circunscripción de Toledo (desde 2019).

## Biografía
Zabala estudió periodismo y luego un máster en comunicación en la Universidad Complutense de Madrid. Fue miembro del Partido Popular y trabajó como asistente de campaña y coordinador de redes sociales para la alcaldesa de Madrid, Esperanza Aguirre.
Se unió a Vox y se presentó como candidato a las elecciones generales españolas de abril de 2019, en las que fue elegido diputado al Congreso de los Diputados por la circunscripción de Toledo. Fue reelegido en las elecciones de noviembre de 2019, y en las de 2023.